# Мазо Грило (Тренто)
Мазо Грило је насеље у Италији у округу Тренто, региону Трентино-Јужни Тирол.
Према процени из 2011. у насељу је живело 139 становника. Насеље се налази на надморској висини од 476 м.